# V.E. Gamborg
Villads Emanuel Gamborg (22. april 1865 i København – 5. februar 1929 smst) var en dansk forsikringsmand og politiker.
Gamborg blev student 1883, cand.phil. 1884 og studerede livsforsikringsmatematik hos T.N. Thiele. 1884-1897 virkede Gamborg i Hafnias tjeneste først som assistent, siden som beregner. I 1897 stiftede han Nordisk Livsforsikrings-Aktieselskab af 1897 og året efter Nordisk Ulykkesforsikrings-Aktieselskab af 1898 og han var vedblivende direktør i begge disse selskaber, der under hans ledelse blev bygget op til at indtage ansete positioner blandt vore forsikringsselskaber. I årenes løb tilfaldt der ham adskillige af forsikringsfagets tillidshverv. Han sad således fra 1909-1916| i Dansk Ulykkesforsikrings-Forenings bestyrelse (fra 1910 som formand); han var næstformand i de danske Livsforsikringsselskabers
forening og formand i Forsikringsforeningens hovedbestyrelse.
På mange andre måder har Gamborg desuden virket for forsikringsvæsenets fremme i Danmark. I talrige foredrag for kaldsfællers og i en mængde større og mindre afhandlinger og artikler spredt rundt om i tidsskrifter og dagblade har han i en udpræget i polemisk form med stor styrke slået til lfor de forsikringsformål, der havde hans som regel stærkt socialt farvede interesse. I arbejdet for en forbedret uddannelse af medhjælperne i forsikringsvirksomheder og for ordningen af forsikringsbibliotekets forhold har han ydet en betydelig indsats. Som politiker har Gamborg stedse været en ivrig tilhænger af radikal politik. Fra 1904 til 1908 var han medlem af Frederiksberg Kommunalbestyrelse, hvor han var formand for Budgetudvalget. 1918 blev han folketingsmand, hvilket han var indtil 1926.
Her blev han straks medlem af Skatteudvalget, var 1919-20 medlem af Finansudvalget, ligesom han sad i en række kommissioner: Militærkommissionen, Statsregnskabskommissionen, Administrationskommissionen m.fl. Som et bevis på Gamborgs vidtspændende interesser kan anføres, at han var Medlem af Tilsynsraadet for Nyt genealogisk Institut, af bestyrelsen for Handels- og Søfartsmuseet og af bestyrelsen for Selskabet for dansk Teaterhistorie. Han sad desuden i bestyrelsen for Aktieselskabet Vermehrens Regnemaskiner og var i sin tid medlem af Komiteen til Belysning af Statsmonopoler.
Han er begravet på Solbjerg Parkkirkegård. Der findes et maleri af Sigurd Wandel 1916 (tidl. i Nordisk Livsforsikring). Buste af Jens Lund 1924 (ditto). Portrætmedaljon af samme 1931 på gravstenen.
V.E. Gamborgs Vej på Frederiksberg er opkaldt efter ham.